# Labyrinth (Blutengel)
Labyrinth è il quinto album in studio del gruppo musicale tedesco Blutengel, pubblicato nel 2007.

## Tracce
1. Into the Labyrinth – 3:01
2. Singing Dead Men – 5:37
3. A New Dawn – 4:55
4. Beauty and Delight – 4:50
5. Dreamland – 5:12
6. Gloomy Shadows – 5:31
7. Shame – 6:26
8. Body Move – 4:10
9. When the Rain is Falling – 5:46
10. I Remember (Everything) – 5:21
11. Lucifer – 4:52
12. Sunrise – 5:15
13. Behind Your Mask – 4:01
14. Engelsblut – 5:16
15. Escape (Outro) – 3:00